# 행성 분화

행성 분화가 일어난 천체 중 하나인 지구의 내부 구조.

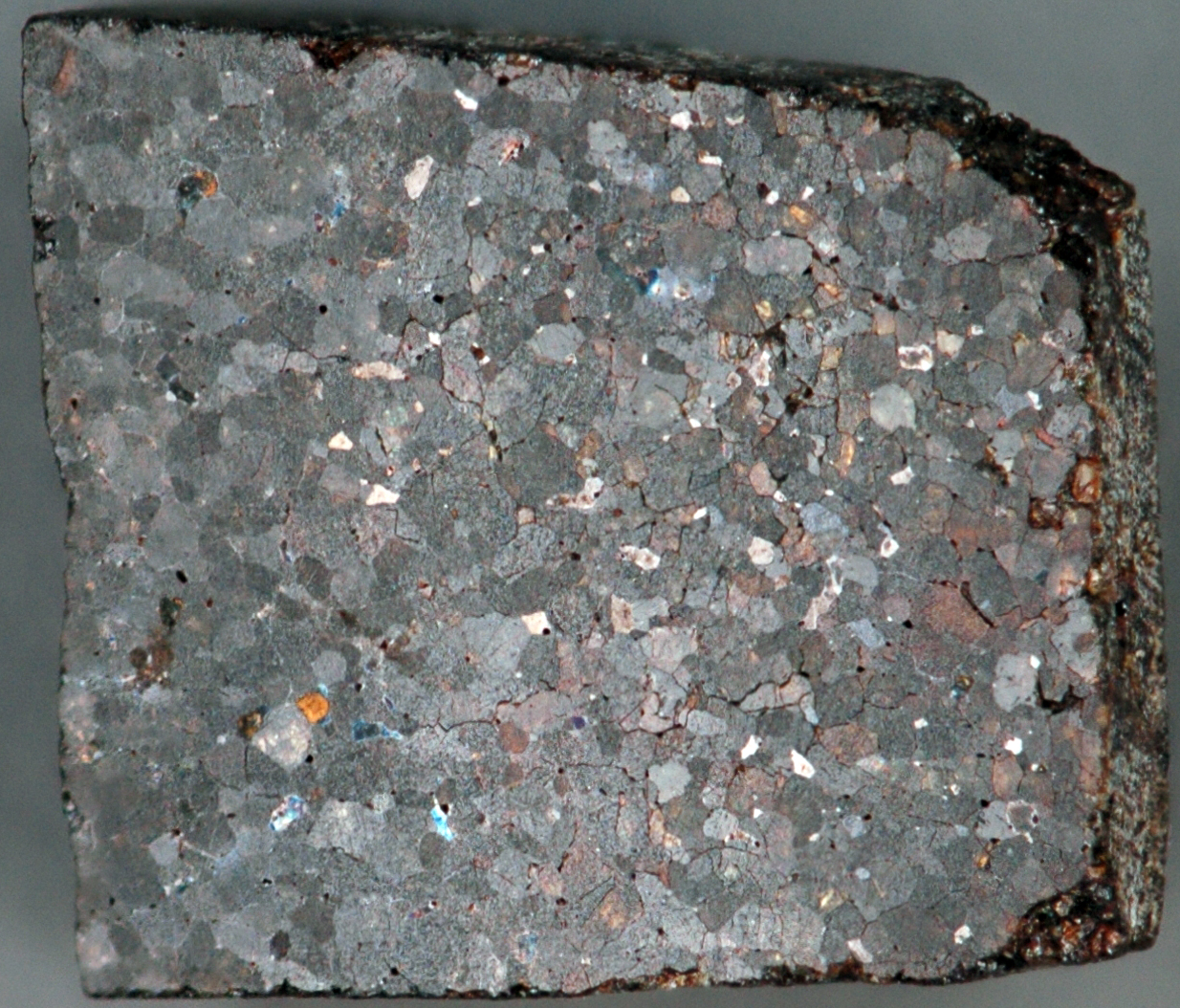
운석 내 원소 분화가 일어난 모습.

행성 분화(行星分化, Planetary differentiation)는 밀도나 화학적 친화력 등 물리적 및 화학적 성질로 인해 천체의 물질이 여러 층으로 분리되는 현상을 말하며, 강착이나 방사성 동위원소 붕괴열로 인한 부분용융으로 인해 발생한다. 행성 분화가 일어난 천체는 행성, 왜행성, 소행성 4 베스타, 달 등 일부 자연위성이다.

## 물리적 분화

### 중력적 분리
밀도가 높은 물질은 밀도가 낮은 물질을 통과해 아래로 가라앉는 경향이 있으며, 상대적인 구조 강도에 영향을 받지만 물질이 용융 상태일 때는 강도가 감소한다. 밀도가 높은 대표적인 물질인 철은 행성 가운데로 모이며, 철과 쉽게 합금을 형성하는 친철원소도 여기에 섞여 같이 핵으로 가라앉는다. 하지만 밀도가 높은 원소 중 친석원소는 규소나 산소와 결합하여 반대 방향으로 올라간다.
지구에서는 철이 풍부한 고밀도 핵, 마그네슘-규소가 풍부한 저밀도 맨틀, 규산화된 알루미늄, 나트륨, 칼슘, 칼륨으로 이루어진 얇은 지각으로 분화되어 있으며, 물로 구성된 수권과 질소로 이루어진 대기권도 있다.
가벼운 물질은 밀도가 높은 물질 사이에서 떠오르는 경향이 있다. 사장석이 대표적이며, 떠오르는 과정에서 돔 모양 지형 다이어피르를 형성하기도 한다. 지구에 있는 암염돔은 암염이 떠오르며 생긴 다이어피르이다. 화강암 등 저밀도 규산염 암석의 다이어피르는 지구의 지각에 다수 분포한다. 섭입대에서 맨틀의 물질이 변화하여 생긴 사문암도 다이어피르 형태로 떠오르기도 한다. 이화산 또한 저온 다이어피르의 일종으로 볼 수 있다.

## 화학적 분화
물질 덩어리는 밀도에 따라 위 또는 아래로 향하지만, 화학적으로 결합해 있는 원소는 결합해 있는, 더 풍부한 원소에 "실려" 분별된다. 예를 들어, 순수 우라늄은 밀도가 매우 높지만, 화학적으로 중심핵보다 규소질 지각에 더 많이 존재한다.

## 가열
태양이 태양계 성운에서 핵융합을 개시했을 때, 주변 지역에 있던 수소, 헬륨, 기타 휘발성 물질은 증발하였다. 태양풍과 복사압으로 인해 저밀도 물질이 태양으로부터 멀리 떨어지게 되었다. 태양 주변의 암석에 있던 대기는 이 과정에서 불려 날아갔지만, 암석 자체는 남아 원시 행성을 형성했다.
방사성 물질이 많은 원시 행성의 경우 방사성 붕괴를 통해 양이 감소하였다. 하프늄-텅스텐 연대 측정에서는 두 하프늄 동위 원소의 붕괴를 통해, 강착의 과정을 추정할 수 있다. 방사성 붕괴, 충돌, 중력 붕괴로 인해 발생한 열은 행성으로 변해가는 원시 행성을 부분적으로 용융시켰다. 녹은 부분에서는 무거운 원소가 아래로 침강했고, 가벼운 원소가 표면으로 상승했다. 운석 일부(무구립운석)에서는 일부 소행성(4 베스타 등)에서 행성 분화가 일어났음을 보여주고 있다. 소행성의 행성 분화는 26Al이 주요 열원이었을 것으로 보고 있다.
큰 천체의 중력을 통해서도 물질 일부를 녹이기 충분한 열이 발생하며, 이 외에도 원시 행성이 강착되거나 조석 가열을 통해서도 열이 발생한다. 화학 반응이 일어나고 밀도 차이를 통해 고밀도 물질이 밑으로 내려가고, 가벼운 물질이 표면에 퍼지게 된다.
지구에서는 용융 상태의 철이 대륙 지각보다 밀도가 커 지각을 뚫고 맨틀로 내려갔다. 외태양계에서는 탄화수소, 메테인, 고체 상태의 물(얼음) 또는 이산화탄소 등 가벼운 물질이 이러한 과정을 거치기도 한다.

### 마찰열 및 결정화
지구에서 마그마는 맨틀 내 부분용융을 통해 형성된다. 용융 과정에서 광물 대부분에서 안정하지 않은 친액원소가 분리되어 나오게 되는데, 마그마가 상승하며 굳기 시작할 때 먼저 굳는 원소가 마그마 내에서 적어짐에 따라 마그마 내 해당 원소가 사라지게 된다. 화성암 연구를 통해 마그마가 얼마나 용융되는지, 이 과정에서 어떠한 원소가 사라지는지를 측정할 수 있다.

### 열적 분화
물질이 불균일하게 가열되면 열영동으로 인해 가벼운 물질이 뜨거운 곳으로, 무거운 물질이 차가운 곳으로 움직인다. 이로 인해 지하 마그마굄의 물질 분화에 영향을 주기도 한다. 하와이의 마그마굄 연구를 통해서 반정이 결정의 화학적 용융을 통해 분화되는 과정이 밝혀졌다.

## 달의 KREEP
달에서는 현무암질 암석에 친액원소인 칼륨, 희토류 원소, 인이 다량 분포하고 있으며, 이를 두문자어로 KREEP이라 부른다. 우라늄과 토륨의 구성비 또한 높다. 이러한 원소는 달의 마그마 바다가 굳을 때 분리되어, 지각과 맨틀 사이 화학적 분화가 일어난 것이 간혹 분출을 통해 표면으로 노출되어 있는 것으로 추정하고 있다.

### 충돌에 의한 분화
달은 초기 지구에 큰 천체가 충돌함으로서 형성된 것으로 추정하고 있는데, 당시 지구에서는 이미 행성 분화가 어느 정도 진행되어 표면에는 가벼운 물질이 분포하여, 충돌로 인해 규소질 암석이 지구에서 사라지고 금속류가 남게 되었다. 달에는 철 핵이 없기 때문에 달의 밀도는 지구에 비해 매우 낮다. 지구 지각의 밀도는 2700 kg/m3으로, 성분이 다른 바로 밑 맨틀의 밀도는 3400 kg/m3이며, 지구 전체 밀도 평균은 5515 kg/m3이다.

## 핵 형성 기작
핵이 형성될 때는 행성 내부의 금속 물질이 움직이는 여러 기작이 작용한다. 이에 해당하는 기작으로는 침투, 암맥, 다이어피르즘, 충돌을 통한 물질의 직접 전달 등이 있다. 침투는 금속과 규소 간의 밀도 차이로 인해 금속이 아래로 내려가는 작용으로, 침투하는 금속의 크기와 주변 물질의 점성을 통해 침투 속도가 결정된다. 암맥은 새 암석이 기존에 있는 암석 틈에 형성되는 것으로, 금속이 마찰을 뚫고 암석 사이를 통과하려면 압력이 충분히 강해야 한다. 어떤 천체가 다른 천체에 충돌하면 충돌을 통한 물질의 직접 전달이 일어나며, 충돌 과정에서 핵의 금속 성분 교환이 발생한다.
소행성과 행성을 가리지 않고 분화는 강착 단계가 끝난 이후에 일어났을 가능성이 크다. 지구형 행성과 철질운석에는 철-니켈 합금이 존재하며, 지구의 핵은 철-니켈 합금이 주요 구성성분이다. 방사성 동위 원소 분석 연구에서는 핵 형성 과정이 태양계 초기에 진행되었을 것을 시사했다. 황, 니켈, 코발트 등 친철원소는 용융 상태의 철에 녹아, 철 합금의 분화를 촉진한다.
강착 첫 단계에서 핵 형성의 기틀이 갖춰지게 된다. 먼저 암석질 행성이 근처 행성의 궤도로 진입해, 충돌을 통해 크기 증감이 이루어진다. 여기서 행성 크기가 크게 변하기 위해서는 비슷한 크기의 천체가 여러 번 충돌해야 한다.

## 같이 보기
- 철의 대변혁